# Antonello de Saliba
Antonello de Saliba (* um 1466/67 in Messina; † um 1535 ebenda; auch Antonio da Saliba) war ein italienischer Maler.

## Leben
De Saliba war ein Sohn des Holzschnitzers Giovanni de Saliba und ein Bruder des Pietro de Saliba sowie ein Neffe des Antonello da Messina. 1480 wurde er ein Schüler des Malers Jacobello di Antonio, der sein Vetter war. Seine Arbeiten zeigen, dass er von der venezianischen Kunst beeinflusst wurde, insbesondere wohl durch Cima da Conegliano. Enrico Brunelli konnte keinerlei Nachweise für seinen Aufenthalt in Venedig finden, er kannte nur solche Dokumente, die eine fast ununterbrochene Tätigkeit von 1497 bis zu seinem Tod auf seiner Heimatsinsel Sizilien bezeugen. Nach den Angaben von Adolfo Venturi soll de Saliba einen Teil seiner Jugend in Venedig verbracht haben und dort durch Alvise Vivarini beeinflusst worden sein, ehe er nach Sizilien zurückkehrte. Die Bilder des Antonello de Saliba weisen eine große Nähe zu den Werken seines Onkels auf, und viele von ihnen galten früher sogar als Werke von dessen Hand.
Dies vermutete auch Brunelli der schrieb:

„Schon das früheste bezeichnete Werk, die Madonna von 1497 im Museum von Catania, setzt das Studium der Werke des Oheims, Antonello d’Antonio, vielleicht sogar der Venezianer direkt, voraus“

## Ausgewählte Werke

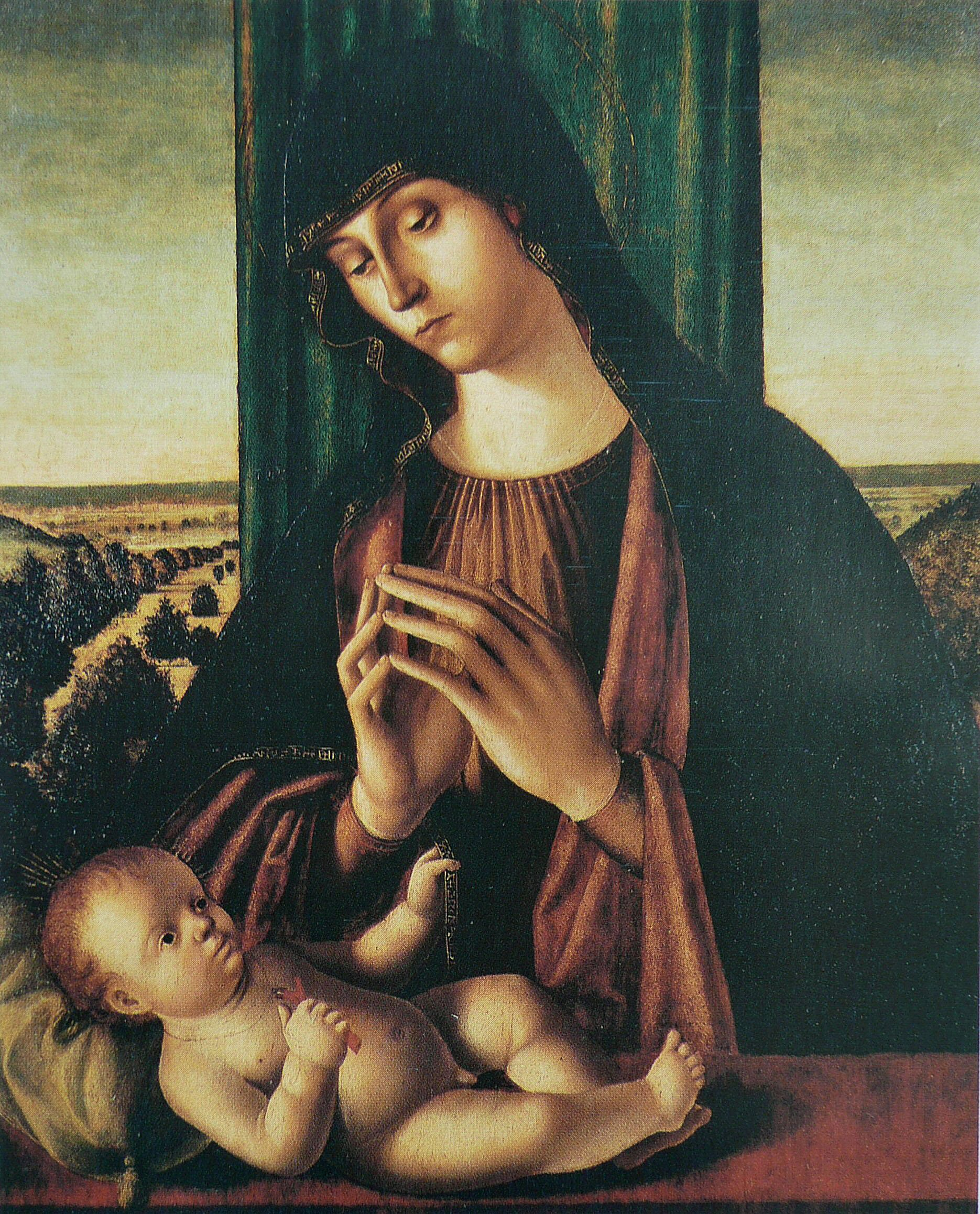
Maria mit dem Kinde

- Bergamo, Galleria dell’ Accademia Carrara
  - Maria mit dem Kinde. um 1490
- Berlin, Gemäldegalerie
  - Der heilige Sebastian.
  - Bildnis eines venezianischen Prokurators.
  - Der heilige Hieronymus. (zugeschrieben)
- ehemals Berlin, Kaiser-Friedrich-Museum
  - Maria mit dem Kinde. (wahrscheinlich 1945 zerstört)
- Catanzaro, Museo Provinciale
  - Thronende Maria mit dem Kinde. 1518
- Detroit, Institute of Art
  - Christus an der Geißelsäule.
- Lincoln, Sheldon Memorial Art Gallery and Sculpture Garden, University of Nebraska-Lincoln
  - Maria mit dem Kinde und dem Johannesknaben.
- London, Victoria & Albert Museum
  - Kruzifix. um 1490 – 1500
- Monforte, San Giorgio
  - Polyptychon: Maria mit dem Kinde, der Auferstehung Christi und Heiligen. 1530
- Moskau, Puschkin-Museum
  - Bildnis eines Mannes.
- New York, Metropolitan Museum of Art
  - Maria mit dem Kinde.
- Spoleto, Museo Civico
  - Thronende Maria mit dem Kinde.
- Venedig, Palazzo Ducale
  - Christus auf dem Sarkophag.